# W. H. Freeman and Company
W. H. Freeman and Company est une marque de Macmillan Higher Education, division de l'éditeur Macmillan Publishers. Elle publie des ouvrages scientifiques.

## Historique
La compagnie a été fondée en 1946 par William H. Freeman, éditeur et vendeur de Macmillan Publishers. Le premier ouvrage fut une monographie de Linus Pauling. Freeman a été acheté par Scientific American Inc. en 1964, cette compagnie entrant dans le giron de Holtzbrinck en 1986.